# 中山陵园区
中山陵园区是江苏省南京市的旧辖区名，最初设立于民国时，以中山陵和紫金山为核心。1930年代，南京市与江苏省及邻縣确定市界，以紫金山全部劃為中山陵園區，東、北兩面以環陵路為界，西面以中山門至太平門的南京城墙為界，南面以京湯公路（后为宁杭公路的一段、现中山门大街）為界，面積30.58平方公里，直屬國民政府管轄。经过抗战后的变迁，成为南京市第十区。中华人民共和国成立后，南京市人民政府1950年6月在第十区基础上成立中山陵园区，1952年2月将第九区所辖仙鹤、沧波、百水三个乡划归中山陵园区，1956年5月又将江宁县高桥门乡划入。1958年11月，中山陵园区与燕子矶区、栖霞区建制撤销，划归南京市郊区人民委员会管辖。1960年9月，郊委撤销，原中山陵园区所辖公社划归玄武区。1962年7月，又成立南京市人民委员会郊区行政办事处。1963年4月，郊办撤销后，原中山陵园区建制恢复，改名陵园区，7月又复名中山陵园区。1965年5月，中山陵园区与燕子矶区并入栖霞区。1970年1月，成立钟山区，下辖中山陵园、紫金山公社、马群公社、玄武湖公社和孝陵卫镇。1975年，钟山区撤销，划入栖霞区。1995年，原钟山区所属地区再次从栖霞区划出，划归玄武区。